# NGC 522
NGC 522 је спирална галаксија у сазвежђу Рибе која се налази на NGC листи објеката дубоког неба.
Деклинација објекта је + 9° 59' 42" а ректасцензија 1h 24m 45,9s. Привидна величина (магнитуда) објекта NGC 522 износи 13,2 а фотографска магнитуда 14,0. NGC 522 је још познат и под ознакама UGC 970, MCG 2-4-38, CGCG 436-43, FGC 163, IRAS 01221+0944, PGC 5218.